# Para ti
Para ti es el título del noveno álbum de estudio grabado por el cantautor y músico dominicano Juan Luis Guerra. Fue lanzado al mercado por la empresa discográfica Vene Music distribuido por Universal Music Latino el 31 de agosto de 2004. Fue ganador de dos Premios Grammy Latinos en las categorías "Mejor Álbum Cristiano" y "Mejor Canción Tropical" por el éxito "Las avispas", y dos premios Arpa como "Álbum del año" y "Álbum Tropical del Año". 
Este álbum está dedicado completamente a Dios; es la forma en que Juan Luis Guerra agradece todo lo bueno que recibió de Él tras su conversión al Evangelio.
Tras la salida del disco Juan Luis Guerra organizó su gira de conciertos más extensa desde el Tour Areíto en 1993. La gira se llamó Tour 20 Años y celebró durante los años 2004, 2005 y principios del año 2006 los 20 años de creación del grupo 440. Fueron 28 exitosos conciertos, visitando Aruba, Curazao, Puerto Rico, Venezuela, Colombia, Panamá, Ecuador, Estados Unidos, España, Holanda, Dinamarca, Italia, Santo Domingo y Chile.
Algunas de estas canciones, fueron recopiladas para el proyecto Colección Cristiana del cantante.

## Lista de canciones
- Todas las canciones escritas y compuestas por Juan Luis Guerra.

| Para tí |                      |                  |          |  |
| N.º     | Título               | Escritor(es)     | Duración |  |
| 1.      | «Soldado»            | Juan Luis Guerra | 3:55     |  |
| 2.      | «Eres»               | Juan Luis Guerra | 3:27     |  |
| 3.      | «Los dinteles»       | Juan Luis Guerra | 3:40     |  |
| 4.      | «Gloria»             | Juan Luis Guerra | 4:50     |  |
| 5.      | «Mi Padre me ama»    | Juan Luis Guerra | 4:09     |  |
| 6.      | «Las avispas»        | Juan Luis Guerra | 3:20     |  |
| 7.      | «Tan sólo he venido» | Juan Luis Guerra | 4:10     |  |
| 8.      | «Para ti»            | Juan Luis Guerra | 3:44     |  |
| 9.      | «Extiende tu mano»   | Juan Luis Guerra | 4:13     |  |
| 10.     | «Aleluya»            | Juan Luis Guerra | 2:27     |  |
| 11.     | «Canción de sanidad» | Juan Luis Guerra | 4:40     |  |
| 42:30   |                      |                  |          |  |

## Premios y reconocimientos
Logró dos categorías en la entrega de los Premios Grammy Latinos de 2005 en las categorías "Mejor Álbum Cristiano" y "Mejor Canción Tropical" por «Las avispas». A su vez, el álbum logró ser revisado por especialistas en música cristiana como Premios Arpa 2005, donde también recibió varios méritos como Álbum del Año y Álbum Tropical del año, entre otras dos nominaciones.

## Posicionamiento en las listas
| Lista (2004)                    | Máxima posición |
| ------------------------------- | --------------- |
| Argentina Albums Chart          | 9               |
| Dominican Republic Albums Chart | 1               |
| Spanish Albums (PROMUSICAE)     | 41              |
| U.S. Billboard 200              | 110             |
| U.S. Billboard Top Latin Albums | 2               |
| U.S. Billboard Tropical Albums  | 1               |
| U.S. Billboard Top Heatseekers  | 3               |
| Venezuela Albums Chart          | 7               |

### Sucesión y posicionamiento
| Predecesor: Auténtico de Gilberto Santa Rosa | U.S. Billboard Tropical Albums — Álbum N°. 1 18 de septiembre de 2004 - 5 de noviembre de 2004 | Sucesor: Hasta el fin de Monchy & Alexandra |